# Liste des édifices labellisés « Architecture contemporaine remarquable » des Pyrénées-Atlantiques
Cet article recense les édifices labellisés « Architecture contemporaine remarquable » des Pyrénées-Atlantiques, en France.
Le label « Architecture contemporaine remarquable » remplace depuis 2016 l'ancien label « Patrimoine du XXe siècle ». Il ne prend en compte que des édifices de moins de 100 ans à la date de labellisation, et qui ne sont pas protégés comme monuments historiques.
Au début 2024, les Pyrénées-Atlantiques comptent 20 édifices ainsi labellisés.

## Liste
| Monument                                                           | Commune           | Adresse                                                | Coordonnées                        | Notice     | Date | Illustration                                                      |
| ------------------------------------------------------------------ | ----------------- | ------------------------------------------------------ | ---------------------------------- | ---------- | ---- | ----------------------------------------------------------------- |
| Hôtel de ville                                                     | Anglet            | Avenue Amédée-Dufourg                                  | 43° 28′ 55″ nord, 1° 30′ 55″ ouest | ACR0001064 | 2007 | Hôtel de ville                                                    |
| Villa Arguia                                                       | Anglet            | 9 et 11 allée des Crêtes                               | 43° 26′ 17″ nord, 1° 35′ 00″ ouest | ACR0001065 | 2007 | Image manquante Téléverser                                        |
| Villa El Hogar (actuelle salle communale)                          | Anglet            | 54 rue Hausquette                                      | 43° 29′ 22″ nord, 1° 30′ 39″ ouest | ACR0001066 | 2007 | Image manquante Téléverser                                        |
| Villa Le Bungalow                                                  | Anglet            | 21 rue Labouheyre                                      | 43° 28′ 38″ nord, 1° 32′ 05″ ouest | ACR0001067 | 2015 | Image manquante Téléverser                                        |
| Villa Cherenda                                                     | Arcangues         | 501 chemin de Galareta                                 | 43° 26′ 51″ nord, 1° 31′ 36″ ouest | ACR0001645 | 2020 | Image manquante Téléverser                                        |
| Ancien garage Nivadour                                             | Bayonne           | Rue Jules-Labat                                        | 43° 29′ 37″ nord, 1° 28′ 41″ ouest | ACR0001068 | 2015 | Image manquante Téléverser                                        |
| Bâtiment des douanes et des ponts et chaussées                     | Bayonne           | Quai de Lesseps                                        | 43° 29′ 47″ nord, 1° 28′ 26″ ouest | ACR0001070 | 2015 | Image manquante Téléverser                                        |
| Cité des Castors                                                   | Bayonne           | Avenue des Castors Avenue du 7-Août Route du Travail   | 43° 29′ 16″ nord, 1° 29′ 34″ ouest | ACR0001560 | 2020 | Image manquante Téléverser                                        |
| Cité des Hauts-de-Sainte-Croix                                     | Bayonne           | 2 chemin de l'Abbé-Édouard-Cestac                      | 43° 29′ 56″ nord, 1° 27′ 17″ ouest | ACR0001072 | 2015 | Image manquante Téléverser                                        |
| Hôtel des Postes                                                   | Bayonne           | Angle de l'allée Paulmy et de l'avenue Thiers          | 43° 29′ 36″ nord, 1° 28′ 39″ ouest | ACR0001069 | 2015 | Image manquante Téléverser                                        |
| Inscription maritime (actuel espace d'exposition temporaire DIDAM) | Bayonne           | Allées Marines                                         | 43° 29′ 45″ nord, 1° 28′ 19″ ouest | ACR0001071 | 2015 | Inscription maritime(actuel espace d'exposition temporaire DIDAM) |
| Villa Tenaya                                                       | Bayonne           | 10 chemin de Mounède                                   | 43° 29′ 53″ nord, 1° 27′ 30″ ouest | ACR0001649 | 2021 | Image manquante Téléverser                                        |
| Villa Malaye                                                       | Bayonne           | 39 quai Bergeret                                       | 43° 29′ 29″ nord, 1° 27′ 51″ ouest | ACR0001073 | 2015 | Image manquante Téléverser                                        |
| Villa Sirius                                                       | Bayonne           | 20 avenue Lahubiague                                   | 43° 29′ 00″ nord, 1° 29′ 05″ ouest | ACR0001559 | 2007 | Image manquante Téléverser                                        |
| Maison Basque                                                      | Biarritz          | 3 avenue Édouard-VII 27 boulevard du Général-de-Gaulle | 43° 29′ 01″ nord, 1° 33′ 32″ ouest | ACR0001074 | 2007 | Image manquante Téléverser                                        |
| Ateliers Courrèges                                                 | Pau               | 227 avenue Alfred-Nobel                                | 43° 19′ 16″ nord, 0° 18′ 14″ ouest | ACR0001076 | 2015 | Image manquante Téléverser                                        |
| Église Saint-Pierre                                                | Pau               | 2 avenue Robert-Schuman                                | 43° 18′ 35″ nord, 0° 21′ 52″ ouest | ACR0001075 | 2015 | Église Saint-Pierre                                               |
| Villa Lartigue                                                     | Pau               | 2 avenue Jeliotte                                      | 43° 18′ 03″ nord, 0° 20′ 59″ ouest | ACR0001077 | 2020 | Image manquante Téléverser                                        |
| Club-house du golf de Chantaco                                     | Saint-Jean-de-Luz | 487 route d'Ascain                                     | 43° 22′ 25″ nord, 1° 38′ 47″ ouest | ACR0001078 | 2007 | Image manquante Téléverser                                        |
| Collège Saint-François-Xavier                                      | Ustaritz          | 255 rue Saint-Michel                                   | 43° 23′ 22″ nord, 1° 27′ 17″ ouest | ACR0001079 | 2015 | Image manquante Téléverser                                        |